# Баба-Ана
Баба-Ана (рум. Baba Ana) — село у повіті Прахова в Румунії. Адміністративний центр комуни Баба-Ана.
Село розташоване на відстані 65 км на північний схід від Бухареста, 34 км на схід від Плоєшті, 132 км на захід від Галаца, 101 км на південний схід від Брашова.

## Населення
За даними перепису населення 2002 року у селі проживали 2006 осіб, усі — румуни. Усі жителі села рідною мовою назвали румунську.